# Az elveszett város
Az elveszett város (eredeti cím: The Lost City) 2022-es amerikai akció-kalandvígjáték, amelyet a Nee testvérek rendeztek. A film forgatókönyvét a Nee testvérek, Oren Uziel és Dana Fox írták, a történetet pedig Seth Gordon szerezte. A főszerepben Sandra Bullock és Channing Tatum látható, további szereplők Daniel Radcliffe, Da’Vine Joy Randolph és Brad Pitt.
A film világpremierje a South by Southwest  fesztiválon volt 2022. március 12-én. Az Egyesült Államokban 2022. március 25-én, míg Magyarországon pedig 2022. április 21-én mutatták be a mozikban. Világszerte több mint 78 millió dolláros bevételt hozott a pénztáraknál.

## Rövid történet
Egy írónőt elraboltat egy milliárdos és azt várja tőle,  hogy megtalálja egy elveszett város kincsét. Az írónőt a könyvei címlapjának modellje kiszabadítja, de aztán menekülniük kell.

## Szereplők
| Szerep                       | Színész              | Magyar hang   |
| ---------------------------- | -------------------- | ------------- |
| Loretta Sage / Angela        | Sandra Bullock       | Für Anikó     |
| Alan Caprison / Dash McMahon | Channing Tatum       | Nagy Ervin    |
| Abigail Fairfax              | Daniel Radcliffe     | Gacsal Ádám   |
| Beth Hatten                  | Da’Vine Joy Randolph | Peller Anna   |
| Allison                      | Patti Harrison       | Gáspár Kata   |
| Oscar                        | Oscar Nuñez          | Schnell Ádám  |
| Jack Trainer                 | Brad Pitt            | Stohl András  |
| Ray                          | Bowen Yang           | Szabó Máté    |
| Nana                         | Joan Pringle         | Réti Szilvia  |
| Rafi                         | Héctor Aníbal        | Orosz Ákos    |
| Dash rajongó                 | Katherina Montes     | Kokas Piroska |

## A film készítése
2020 októberében bejelentették, hogy Sandra Bullock lesz a film főszereplője, amelyet Aaron és Adam Nee rendez Seth Gordon és Dana Fox forgatókönyve alapján, Bullock pedig producerként működik közre a Fortis Films nevű cégnél, a forgalmazást pedig a Paramount Pictures végzi. Bullock eredetileg visszautasította a projektet, mert úgy érezte, hogy a történet „elavult”, mivel már hét éve előkészületek alatt állt. Még az év decemberében Channing Tatum kapta meg a férfi főszerepet. 2021 márciusa és áprilisa között Patti Harrison, Da’Vine Joy Randolph, Daniel Radcliffe, Brad Pitt és Oscar Nuñez csatlakozott a szereplőgárdához. Pitt csak egy cameoszerepben tűnt fel.
A forgatás 2021 májusában kezdődött, és a Dominikai Köztársaságban zajlott, többek között Samanában, Santo Domingoban, Casa de Campoban, Monte Plata tartományban és a Pinewood Dominikai Köztársaság stúdiójában. A forgatás 2021. augusztus 16-án fejeződött be.

## Megjelenés
Az Elveszett város világpremierje a South by Southwest filmfesztiválon volt 2022. március 12-én. 2021 októberében bejelentették, hogy a The Lost City of D címet The Lost City-re változtatják, és 2022. március 25-én mutatják be a mozikban, az eredetileg 2022. április 15.-re tervezett bemutató helyett. 2022. március 1-jén a film oroszországi bemutatóját törölték az ukrán-orosz háborúra való tekintettel.

### Marketing
Az iSpot szerint több mint 27 millió dollárt költöttek a film reklámozására. Olyan csatornákon jelentek meg a reklámok, mint az NBC (27,8%), az ESPN (6,6%), a CBS (4,9%), az ABC (4,8%) és a Food Network (4,3%). A RelishMix nevű közösségi oldal elemzése szerint az emberek az interneten A smaragd románca és A Nílus gyöngye című filmekhez hasonlították, míg mások értékelték „a Sandra Bullock és Channing Tatum közötti kapcsolatot a képernyőn”, és lelkesedtek Pitt cameójáért. A film Youtube, Facebook, Twitter, Instagram és TikTok fiókjai között 125,3 millió követője volt a filmnek, ami „meghaladta a műfaji normákat az akció-kaland-vígjátékok esetében”.

## Fogadtatás
A Rotten Tomatoes honlapján 75%-os értékelést ért el 189 kritika alapján, és 6.3 pontot szerzett a tízből. A Metacritic oldalán 61 pontot szerzett a százból, 42 kritika alapján.